# Jean-Marie Dayot
Pour les articles homonymes, voir Dayot.
Jean Baptiste Marie Dayot (1760-1809) était un officier de la Marine française et un explorateur (et non un aventurier) qui vint au service de Nguyen Anh, futur empereur Gia Long d'Annam (aujourd'hui Viêt Nam). 

## Biographie

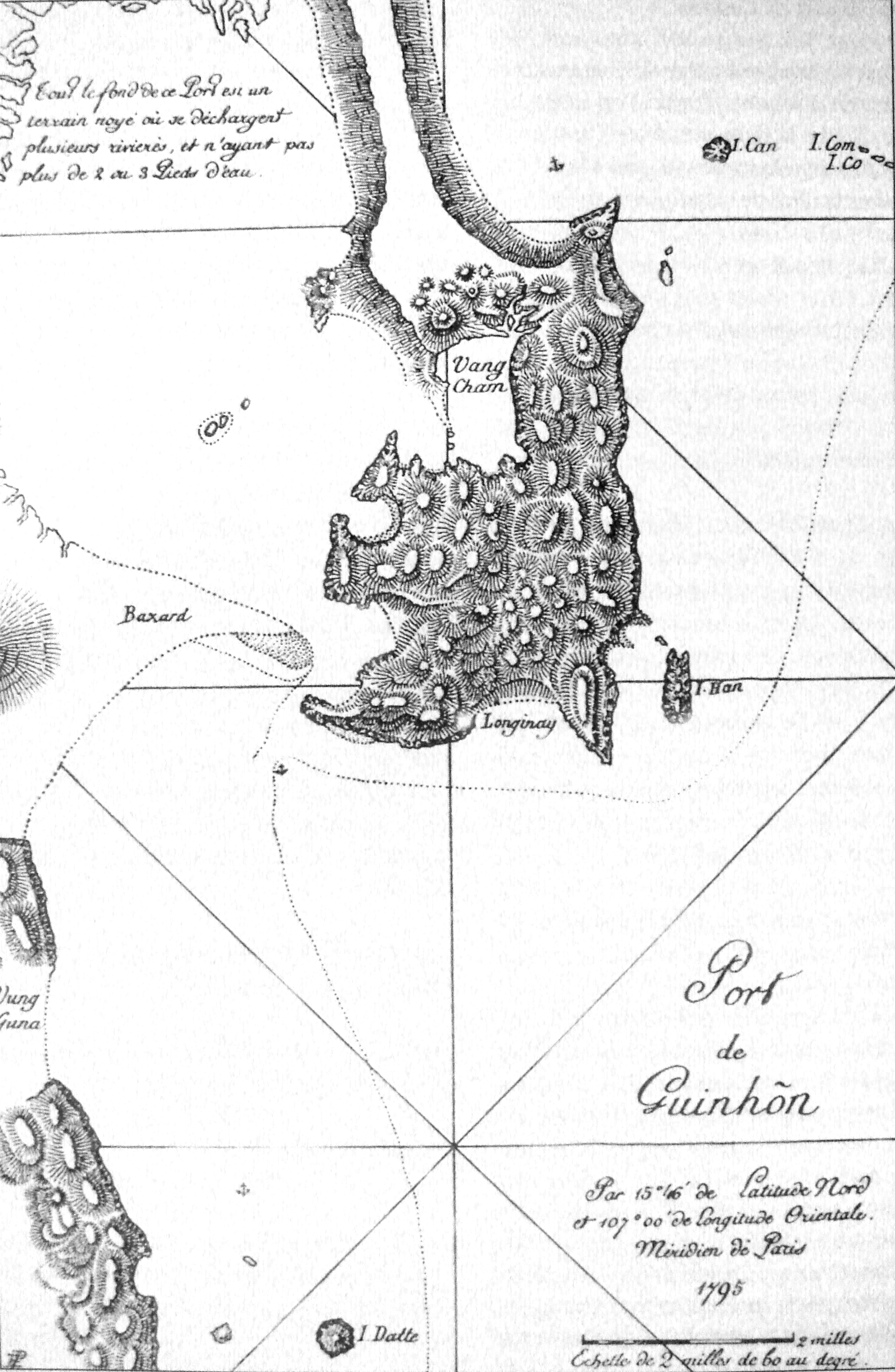
Le port de Qui Nhon par Jean-Marie Dayot (1795).

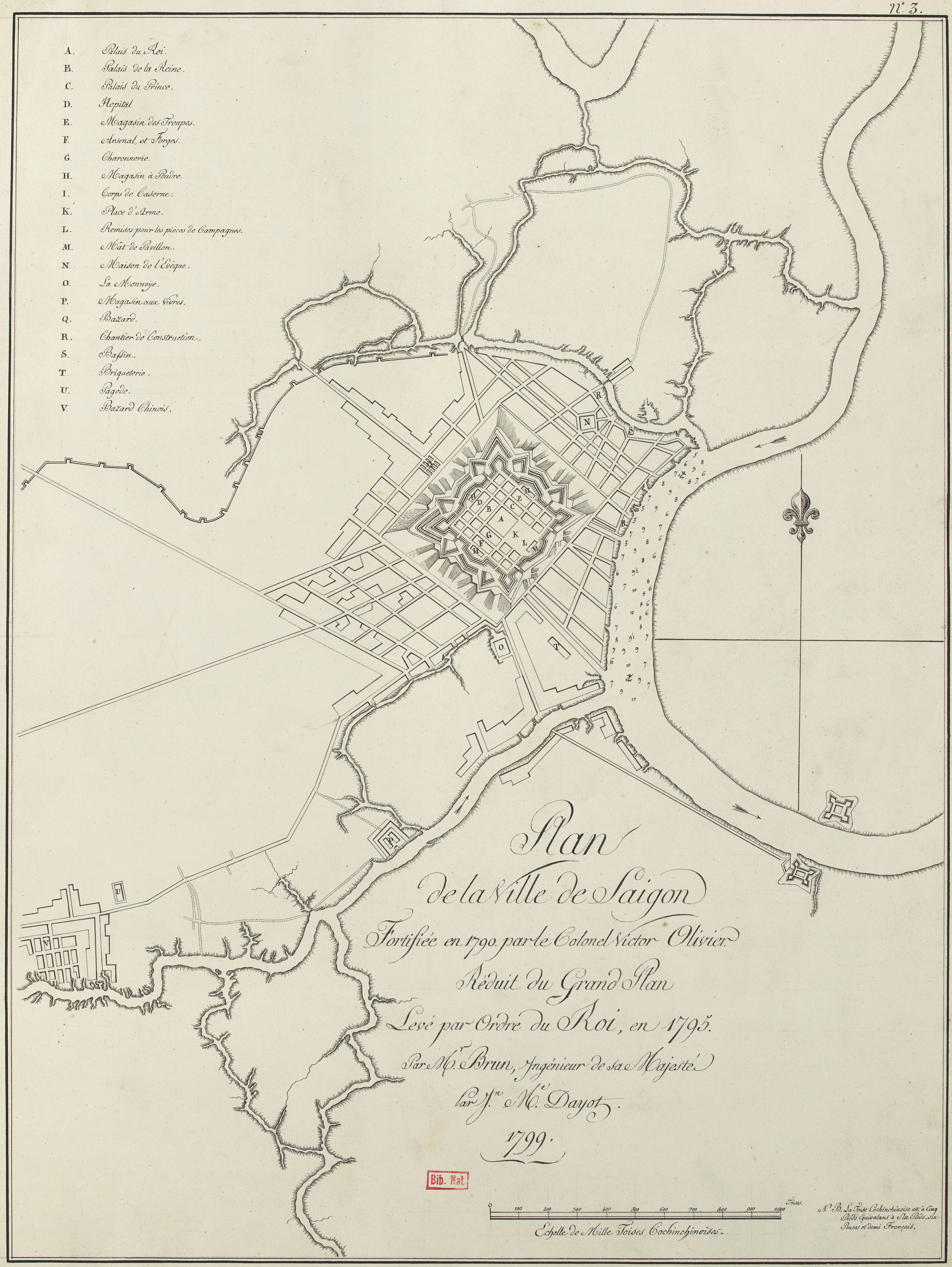
Carte de Saigon, par Jean-Marie Dayot (1795).

Jean Baptiste Marie Dayot est originaire d'une famille de Bretagne dont une branche celle de Thomas Dayot s'est fixée à l'Île-de-France (aujourd'hui île Maurice), et une autre celle de Laurent Dayot est restée en Bretagne. Jean Marie, issu de cette dernière, est né à Redon (et non pas à l’Île-de-France)  le 25 juillet 1760.
Il devint Lieutenant de vaisseau auxiliaire de la Marine royale. En octobre 1786, alors qu'il commandait l'Adéalide au large des côtes de l'Inde, son bateau fut attaqué par des pirates marattes du port de Vizanbrut ; il perdit son bâtiment, fut fait prisonnier, mais parvint à s'évader. 
Il rencontra à Pondichéry Mgr Pigneau de Béhaine, évêque français d'Adrian, en Cochinchine, et commanda un des deux bateaux commerciaux qui accompagnaient Pigneau de Béhaine avec le vaisseau La Méduse au Viêt Nam. Mgr Pigneau de Béhaine l'envoya en 1788 à Manille et à Macao. 
Il entre en 1789, sous le nom de « Dong-Hui », avec Jean-Baptiste Chaigneau, Philippe Vannier et Godefroy de Forçanz, au service de Nguyen Anh, roi de Cochinchine, et commande une division composée de deux vaisseaux européens appartenant au futur empereur d'Annam. En juillet 1792, il mène une expédition pour Nguyen Anh, il coule cinq vaisseaux, quatre-vingt-dix galères et environ cent bateaux plus petits des Tay Son. Il fait débarquer à Qui Nhon des troupes qui y détruisirent les forts avant de retourner au port de Can-Tru. En 1793 est mise en place l'expédition annuelle (Giac mua), alors que les troupes terrestres commandées par Olivier de Puymanel allaient de nouveau à Qui Nhon. Il capture soixante galères Tay Son et les provinces de Binh-Thuan et Phu-Yen furent conquises, même si la ville de Qui Nhon ne l'était pas.
Jean-Marie Dayot effectue également un travail hydrographique considérable, en relevant les côtes vietnamiennes, dont les cartes étaient dessinées par son frère et un double était envoyé à Paris. Il donna son nom à Port-Dayot (Van Phong).
En 1795, Jean-Marie Dayot est accusé injustement d'avoir échouer volontairement le navire qu'il commandait. En effet, il n'était même pas à bord.
Il est condamné pour négligence et mis à la cangue. Les interventions d'Olivier de Puymanel et de l’évêque d'Adran mirent fin à  ce supplice qui aura durer néanmoins 4 jours.
Dégoûté d'avoir été ainsi remercié pour ses immenses services rendus, il quitte la Cochinchine.
Jean-Marie Dayot part alors s'installer à Manille, d'où il commerçait avec le Mexique. Il meurt en 1809 lors du naufrage de son bateau dans le golfe du Tonkin. Son frère décède à Macao en 1821. 
Le gouvernement français lui adressera un cercle astronomique en 1820 en reconnaissance de ses services. L'amiral Rigault de Genouilly fit donner son nom à un aviso de première classe de la Marine nationale, qui s'est depuis perdu dans un naufrage lors d'un cyclone dans la baie de Tamatave, le 22 février 1888. 